# 세라 버렐리스
세라 버렐리스(영어: Sara Bareilles, 1979년 12월 7일 ~ )는 미국의 싱어송라이터, 피아니스트이다. 버렐리스는 2007년 빌보드 팝 100 차트에서 4위까지 오른 히트 싱글 "Love Song"을 발매하면서 메인스트림에 데뷔했다. 버렐리스는 미국에서 100만 장의 음반 판매량과 400만 건의 싱글 판매량을 올리고있고, 세 번 그래미 상 후보로 올랐다. 버렐리스는 2012년 2월 VH1에서 선정한 위대한 여성 음악가 100인 중 80위에 올랐다.

## 음반 목록
- Careful Confessions (2004)
- Little Voice (2007)
- Kaleidoscope Heart (2010)
- The Blessed Unrest (2013)
- What's Inside: Songs from Waitress (2015)
- Amidst the Chaos (2019)